# 亚述雷什伊希一世
亚述雷什伊希一世（英語：Ashur-resh-ishi I）（？—前1116年），中亚述时期的亚述国王（公元前1133年—公元前1116年在位）他在位17年，多次与巴比伦发生冲突，双方互有胜负。同时他还大兴土木，建造许多规模庞大的宫殿。他死后由儿子提格拉特帕拉沙尔一世继承。
| 前任： 亚述-丹一世 | 亚述国王 前1133年－前1116年 | 繼任： 提格拉特帕拉沙尔一世 |